# لاکهید تی-۳۳ شوتینگ‌استار
لاکهید تی-۳۳ شوتینگ‌استار (به انگلیسی: Lockheed T-33 Shooting Star) نوعی هواپیمای جت آموزشی آمریکایی ساخت شرکت لاکهید مارتین است. این هواپیما که در آمریکا به تی-برد معروف است، مدل آموزشی نخستین جت جنگندهٔ آمریکایی‌ها یعنی لاکهید پی-۸۰ شوتینگ استار و اولین جت آموزشی آمریکا محسوب می‌شود. تی-۳۳ در اواخر دهه ۱۹۴۰ در اختیار خلبانان نیروی هوایی آمریکا قرار گرفت تا آن‌ها امکان تمرین با یک جت را داشته باشند. پیش از آن نرخ سوانح هواپیماهای جت بسیار بالا بود چرا که تنها هواپیماهای دارای موتور پیستونی برای آموزش خلبانان استفاده می‌شدند و هواپیماهای دارای موتور جت تفاوت قابل توجهی با این نوع هواپیماها دارند.
تی-۳۳ هواپیمایی موفق و محبوب میان خلبانان آمریکایی، اروپایی و آسیایی برای بیش از پنجاه سال بوده‌است. در نیروی هوایی بیش از ۳۰ کشور مورد استفاده قرار گرفته و مدل‌هایی از آن در کانادا و ژاپن هم تولید شد. با وجود عمر بسیار آن هنوز هم در نیروی هوایی ایران مورد استفاده قرار می‌گیرد و در سال ۲۰۱۲ هفت فروند از این هواپیما در ایران فعال بوده‌است.
تی-۳۳ مثل دیگر هواپیماهای آموزشی دوسرنشینه بود. حداکثر سرعت آن به ۹۶۶ کیلومتر در ساعت می‌رسید و حداکثر برد عملیاتی آن ۱۳۴۵ کیلومتر بود. وزن خالی تی-۳۳ حدود ۳۶۶۷ کیلوگرم بود و توانایی برخاست با حداکثر وزن ۶۵۵۱ کیلوگرم را داشت. نیروی پیشرانهٔ این هواپیما را هم یک موتور توربوجت J33-A-35 آلیسون تأمین می‌کرد. امکان تجهیز تی-۳۳ به انواع مختلف مسلسل، راکت و بمب وجود دارد.